# Reino de los iberos

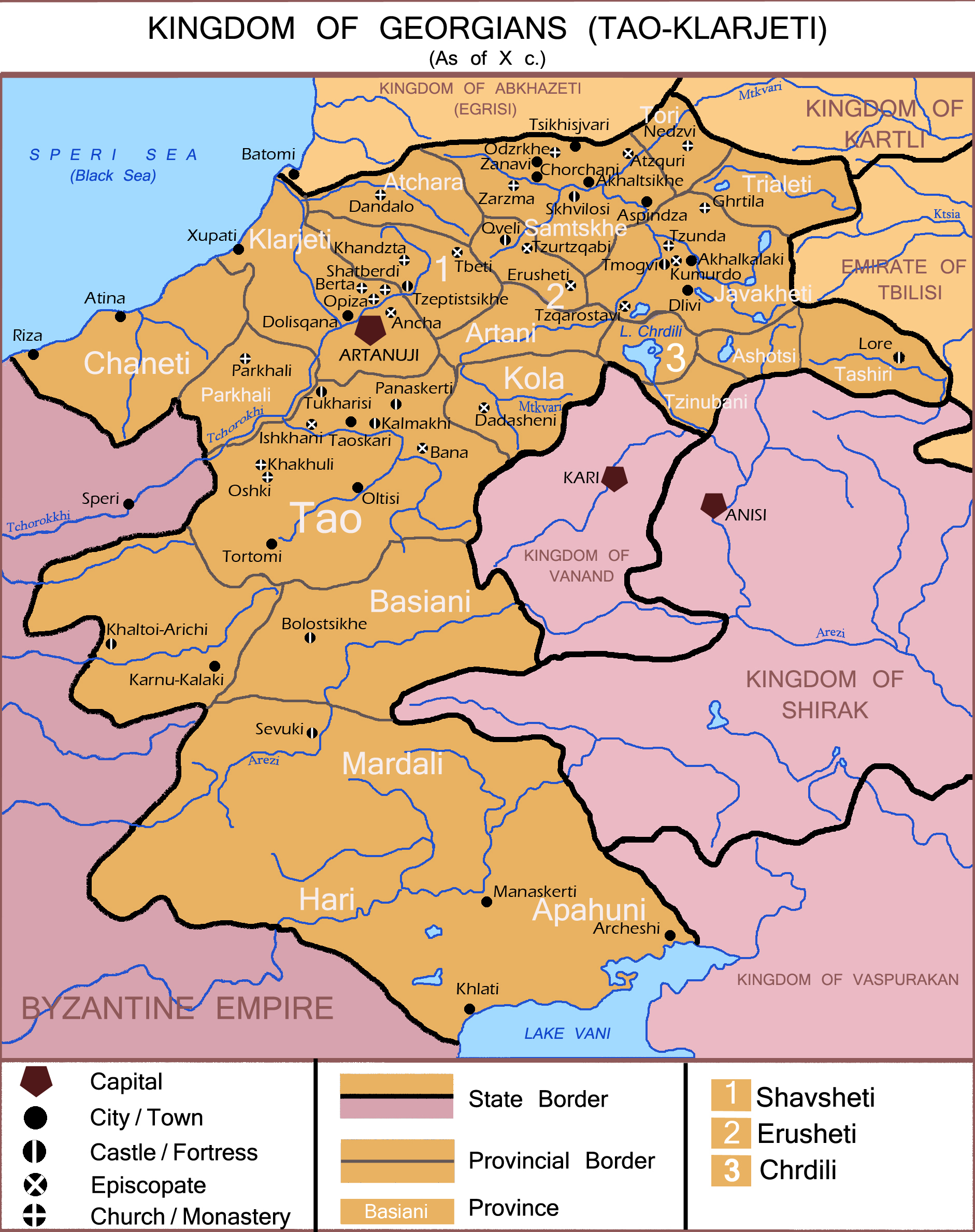
Organización territorial del reino.

El reino de los iberos (en georgiano: ქართველთა სამეფო, kartvelta samepo), también reino de los georgianos o incluso reino de Tao-Klarjeti (en georgiano: ტაო–კლარჯეთი, Tao-Klarjet'i) fue un antiguo reino y principado georgiano (kartveliano) del Cáucaso en la Alta Edad Media, que sucedió al principado de Iberia. Su territorio comprendía lo que ahora son parte de las provincias del noreste de Turquía de Erzurum, Artvin, Ardahan y Kars.
Tao y Klarjeti eran originalmente sólo los nombres de las dos provincias más importantes de las tierras georgianas que se extendían desde la «garganta georgiana» (en turco: Gürcü Boğazı) en el sur hasta el Cáucaso Menor en el norte. Históricamente, el área comprendía las siguientes provincias: al oeste de las montañas Arsiani (en turco: Yalnızçam Dağları) estaban Tao, Klarjeti, Nigali y Shavsheti; y al este, Samtskhe, Erusheti, Javakheti, Artaani y Kola. El paisaje se caracteriza por las montañas y los valles de los sistemas fluviales del Chorokhi (Çoruh) y del Mtkvari (Kurá). La posición geográfica de Tao-Klarjeti entre los grandes imperios de Oriente y Occidente, y el hecho de que un ramal de la ruta de la Seda atravesase su territorio significó que fue objeto de un flujo constante de influencias diversas.
En los siglos IX al XI, Tao-Klarjeti fue gobernada por la dinastía Bagrationi y la región desempeñó un papel crucial en 1008 en la unificación de todas las tierras y principados georgianos en un solo Estado feudal, el reino de Georgia. Fue establecido, según las fuentes, entre 888 y 899 por el príncipe Adarnase IV Bagration, y su corta historia de un siglo está ilustrada principalmente por la dominación abjasia sobre el reino (916-975), por la liberación de la influencia árabe sobre el país y el lento proceso hacia la unificación de Georgia, que no concluirá hasta 1010.

## Historia

### Historia medieval

La Iberia europea se convirtió en una región fronteriza en disputa en las guerras árabo-bizantinas del.

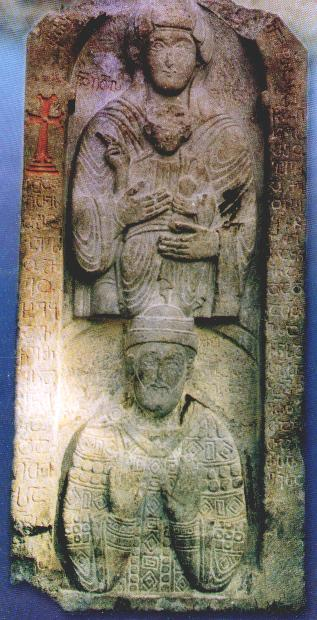
El rey David III Kuropalates de Tao-Klarjeti como se representa en un bajorrelieve del monasterio ortodoxo georgiano del de Oshki en la actual provincia de Erzurum de la actual Turquía.

Los principados de Tao-Klarjeti surgieron de los disturbios de las conquistas musulmanas en el Cáucaso en los siglos VII y VIII, sucediendo al temprano reino medieval de la Iberia caucásica.
La nueva era comenzó en Tao-Klarjeti en 813, cuando el príncipe georgiano (erismtavari) Ashot I de la familia Bagrationi hizo de Klarjeti una base en su lucha contra la ocupación árabe. Reconociendo la soberanía bizantina, recibió un título de κουροπαλάτης y estableció el principado de los georgianos, conocido por los bizantinos como el Kouropalatate (Kuropalatinado) de Iberia (principado de Iberia). Ashot luchó contra los árabes desde allí, arrebatando gradualmente al dominio árabe las tierras circundantes de Tao, Kola, Artaani y Shavsheti, junto con algunas otras tierras menores. Alentó el reasentamiento de los georgianos en esas tierras, y patrocinó la vida monástica iniciada por la prominente figura eclesiástica georgiana Grigol Khandzteli (Gregorio de Khandzta; 759-861) en Klarjeti. Durante mucho tiempo, la región se convirtió en un refugio cultural y uno de los más importantes centros religiosos de Georgia.
La sucesión de príncipes era hereditaria y los sucesores de Ashot continuaron luchando por las tierras kartlianas, disputadas también por la dinastía abjasia del oeste de Georgia (Egrisi), los emires árabes de Tiflis e incluso por los gobernantes kajetianos (reino del este de Georgia) y armenios. Sin embargo, las disputas feudales internas, no infrecuentes en el principado, fueron un obstáculo importante.

### El rey Adarnase
En 881, David I fue asesinado por Narsés de Samtskhe que, deseando tomar el poder, puso a su aliado Gurgen de Artani en el trono. Pero el hijo de David, Adarnase I (881-923), decidió vengarse y, con este fin, se alió con el rey armenio Ashot I para declarar la guerra a Narsés, a su vez aliado de Bizancio y Abjasia. Pronto Adarnase consiguió ser el vencedor y Narsés tuvo que refugiarse en el Imperio bizantino. En 887, Abjasia atacó a su vez a Armenia con una gran flota de Constantinopla, pero fue empujada de nuevo a Aspindza y Narsés fue finalmente asesinado en 888. Ese mismo año 888, Adarnase se proclamó «rey de los iberos» (iberos/kartvelianos es el nombre en georgiano de la principal subdivisión étnica de los georgianos) y fue así reconocido por Ashot de Armenia. Consiguió derrotar a Gurgen de Artani en 891 y se encontró así como único señor de Tao-Klarjeti/Iberia.
La política exterior de Adarnase se limitaba a una alianza con Armenia e importantes tensiones con Abjasia. Así llevó a Smbat I, hijo de Ashot, contra su tío Abas, que le capturó en 891. Por suerte, Smbat, atendiendo a su alianza con Iberia, le hizo liberar mediante el pago de un cuantioso rescate y en 899, le ofreció la corona y le reconoció como único rey de los kartvelianos.
En 904, el rey Constantino III de Abjasia ocupó los dominios de Adarnase. Pero Armenia intervino y capturó al monarca para enviarle en cautividad a Ani. Sin embargo, algunos años más tarde, Smbat liberó a Constantino y concluyó una alianza con él. Adarnase no apreciaba este giro de los acontecimientos y por lo tanto se encontró solo frente a enemigos poderosos. Deseando vengarse, encontró una buena manera de lograr este objetivo en 912, cuando el emir Yusuf Ibn Abi'l-Saj invadió Armenia: Smbat I intentó refugiarse en Abjasia, pero Adarnase no le dejó atravesar sus territorios y fue finalmente capturado y ahorcado en Dvin. Posteriormente, Yusuf Ibn Abi'l-Saj aprovechó la oportunidad para devastar la Samtskhe y Javakheti, pero este acto marcó el fin de los estragos árabes en Georgia.
Constantino III, sin embargo, abandonó sus intentos de conquista. En 916, consiguió derrotar a Adarnase, que se vio obligado a reconocerse como su vasallo. Este fue el comienzo de una dominación abjasia de casi sesenta años sosbre el reino de los kartvelianos.

### Dominación abjasia
Desde 916, los reyes de Abjasia ocuparon el reino de los kartvelianos, completando así la voluntad de Constantino III, que de este modo se vengaba por la muerte de su aliado Narsés. Adarnase hubo a su vez de someterse a esta realidad con el fin de preservar su trono hasta su muerte en 923. Ese año cambió la estructura política del reino de los kartvelianos. De hecho, hasta entonces, Adarnase llevaba tanto el título de rey como el de curopalates, lo que le otorgaba de jure todos los poderes. Pero cuando murió, el Imperio bizantino decidió ofrecer este último título al segundo hijo del difunto rey, Ashot, mientras que los poderes de rey volvieron al anciano David (923-937), que no era más que magistros. Los poderes se vieron divididos de esta manera y los curopalates se volvieron incluso más poderosos que los reyes, que fueron simples vasallos fieles de los abjasios.
Durante el reinado David II (923-937) los georgianos también tuvieron que defenderse de la agresión bizantina, un problema que parecen haber logrado con éxito. Sin embargo, la dinastía Bagrationi no pudo mantener la integridad de su reino que fue en realidad dividido entre las tres ramas de la familia: la principal rama mantuvo Tao y el título de rey de los kartvelianos (georgianos), y otra controló Klarjeti, reconociendo nominalmente la soberanía del rey. El reino de los kartvelianos (reino de los georgianos) también incluyó varios otros principados menores más o menos dependiente de la corona de Tao.
En 958, Bagrat II Regueni, "el simple" (958-994) fue coronado rey de los georgianos y heredó el norte de Tao (también conocido como Amier-Tao). En 975, una breve guerra civil comenzó en Abjasia entre el rey Demetrio III y su hermano Teodosio. III. Los kartvelianos aprovecharon la oportunidad para liberarse de la tutela de este soberano y el rey Bagrat recuperó un trono independiente.
Bagrat II fue tal vez el rey de jure, pero es seguro de que no tenía casi ninguna autoridad. El verdadero gobernante del reino era en realidad el duque de Tao-Klardsheti y curopalate David el Grande (961-1000/1001) que consiguió la posesión del sur de Tao (también conocido como Imier-Tao). Gobernante justo y amigo de la iglesia, se pasó la mayor parte de su reinado luchando contra los bizantinos, antes de se aliarse con el emperador bizantino Basilio II para derrotar en la Batalla de Pankaleia a Bardas Skleros (976-979), un noble rebelde bizantino, y concluir una paz duradera con ellos en 989 y recibir como recompensa extensas tierras que hicieron de él el gobernante más poderoso en el Cáucaso del sur: su Estado incluía varias provincias georgianas y armenias hasta el lago Van.
Con la firme intención de unir todas las tierras georgianas, adoptó al joven príncipe Bagrat (el futuro rey Bagrat III), hijo del rey Gurgen I (994-1008) y nieto de Bagrat Regueni, además de ser un heredero aparente de Abjasia. David lo instaló como un príncipe residente en Kartli (975) y luego como rey de Abjasia (978). Después ayudó a que su padre natural, Gurgen, fuese coronado como rey de reyes de los kartvelianos a la muerte de Bagrat Simple (994), haciendo de Bagrat un gobernante de dos estados de Georgia y heredero de los otros dos. El único revés fue en 987-989 un conflicto sin éxito con el Imperio bizantino que obligó a David a llegar a un acuerdo para ceder su dominio al emperador Basilio II a su muerte. A pesar de este revés, Bagrat fue capaz de convertirse en el primer gobernante del reino unificado de Georgia (oficialmente llamado el reino de los georgianos y abjasios) a la muerte de su padre en 1008.
Cuando murió David en el año 1000/1001, Bagrat heredó sus posesiones y así recuperó el título de curopalates. Además, consiguió ocupar el trono de Kartli, mientras su padre biológico todavía era el monarca oficial. En 1008, Gurgen I murió, dejando sus títulos a su hijo, Bagrat III. En ese momento se encontró siendo el "rey de los abjasios y los kartvelianos", o más simplemente, rey de Georgia, el primero en tener ese título y gobernar sobre todos los territorios georgianos.

### Historia moderna
La zona siguió siendo un territorio de Georgia y fue administrado por los príncipes de Samtskhe-Saatabago hasta su conquista por los otomanos en 1551. Durante su gobierno, fue implementada una política de islamización y muchas de las iglesias cristianas se convirtieron en mezquitas. Después de la guerra ruso-turca de 1877-1878, la mayor parte del antiguo territorio de Tao-Klarjeti fue cedido al Imperio ruso, pero fue devuelto a los turcos en el Tratado de Brest-Litovsk por la RSFSR en 1918. La derrota otomana en la Primera Guerra Mundial permitió a la entonces recién creada República Democrática de Georgia recuperar el control de la región. El distrito de Olti, que fue fuertemente disputado entre georgianos y armenios, había quedado bajo control turco. Sin embargo, la independencia de la nación pronto se derrumbó bajo el ataque del Ejército Rojo soviético en febrero de 1921 y al mismo tiempo la zona fue ocupada de nuevo por Turquía, un hecho que fue reconocido por el Tratado de Moscú firmado entre los gobiernos de Turquía y de la Unión Soviética el 16 de marzo de 1921.

## Cultura
La cultura georgiana se desarrolló sobre todo en el siglo X, después de la liberación de la dominación árabe. Con las creaciones arquitectónicas monumentales, también se puede hablar de importantes desarrollos en el campo de la pintura. Este último estuvo influenciado principalmente por el arte bizantino, mientras que la arquitectura de este periodo se desarrolló de forma independiente y luego alcanzó un apogeo relativo.
La arquitectura georgiana de esta época se caracteriza por una gran variedad de temas y formas. Desde finales del siglo IX, vio la luz un estilo medieval específicamente georgiano. Los edificios ganaron altura y se construyeron en los obispados grandes catedrales con cúpula, alargadas y rectangulares. Los edificios de este estilo se pueden encontrar ahora en el noreste de Turquía, los dominios en la época de Tao-Klarjeti. También existen ruinas de palacios, castillos y otras construcciones nobles, pero ninguna de ellas ha sido totalmente preservada.
Varios monumentos de la arquitectura georgiana medieval —abandonados o convertidos en iglesias, monasterios, puentes y castillos— se encuentran dispersos en toda la región. Los más conocidas son los monasterios de Khandzta, Khakhuli, Ancha (en Turquía, Haho/Bağbaşi), las iglesias de Oshki (Öşk Vank/Çamlıyamaç), Ishkhani (Işhan), Bana (Penek), Parkhali (Barhal/Altıparmak), Doliskana (Dolişhane/ Hamamlıköy), Otkhta Eklesia (Dörtkilise), Opiza (Bağcılar), Parekhi y Tbeti (Cevizli).
Durante la última fase de la Alta Edad Media georgiana (siglo X), los bajorrelieves se desarrollaron en masa, reemplazando la ausencia de ida y golpes. Estos relieves se hicieron entonces en oro y plata y se utilizaron para decorar las iglesias. También se hicieron en estas áreas iconos y estatuas religiosas. Paralelamente, mientras se desarrollaba la literatura, apareció un estilo especial de miniaturas georgianas. Este último estará todavía en desarrollo durante los siguientes siglos.

Arquitectura georgiana medieval
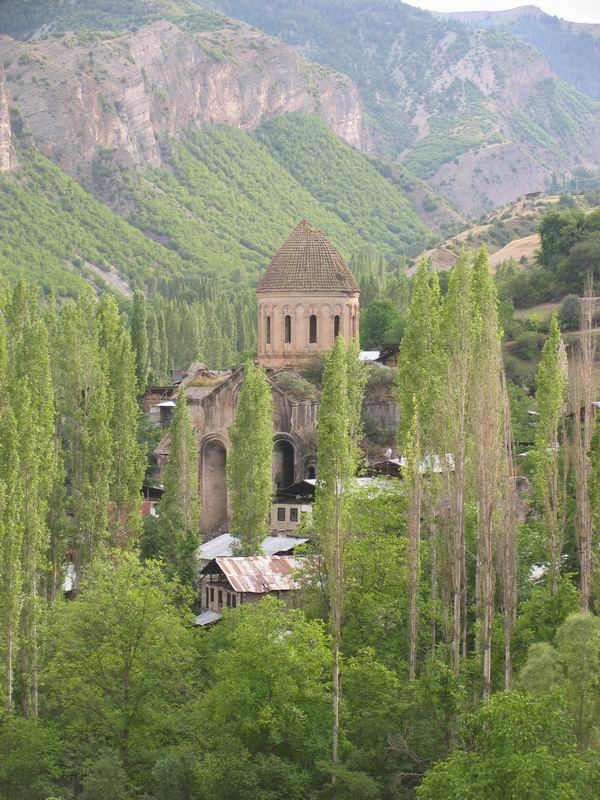
Catedral de Oshki, construida entre 963 y 973
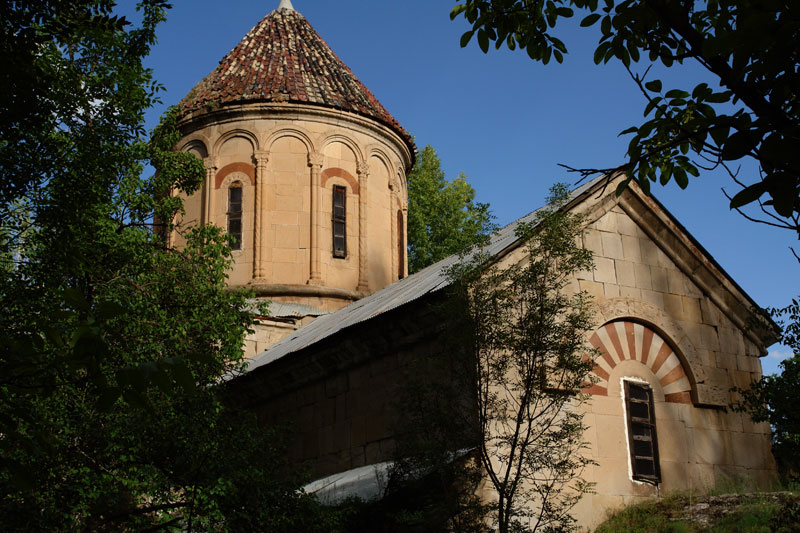
Monasterio de Khakhuli
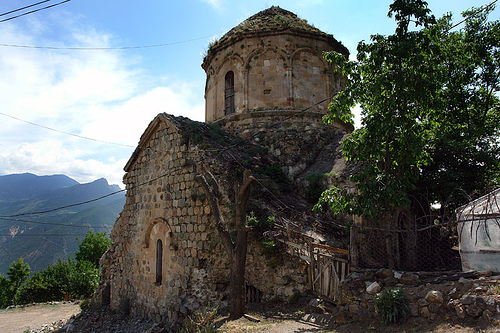
Doliskana
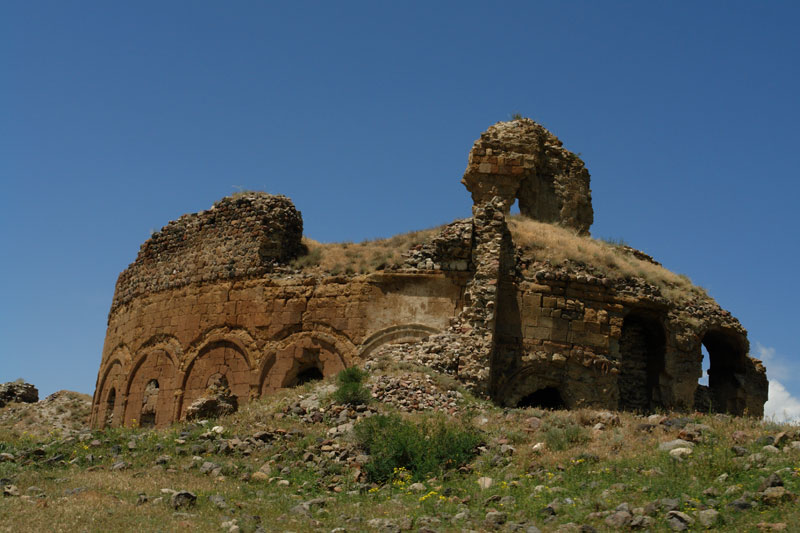
Catedral de Bana

Tbeti
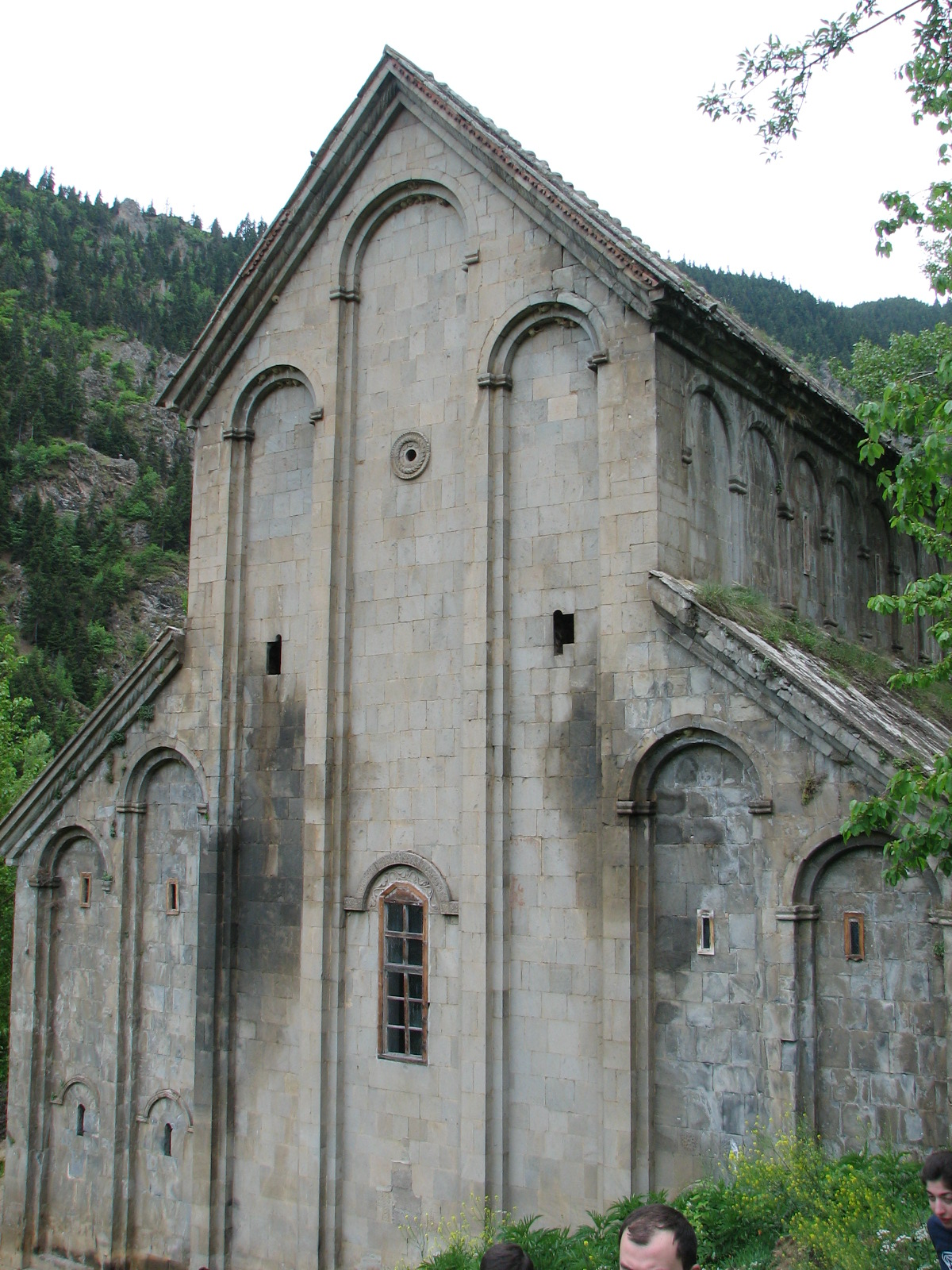
Parkhali
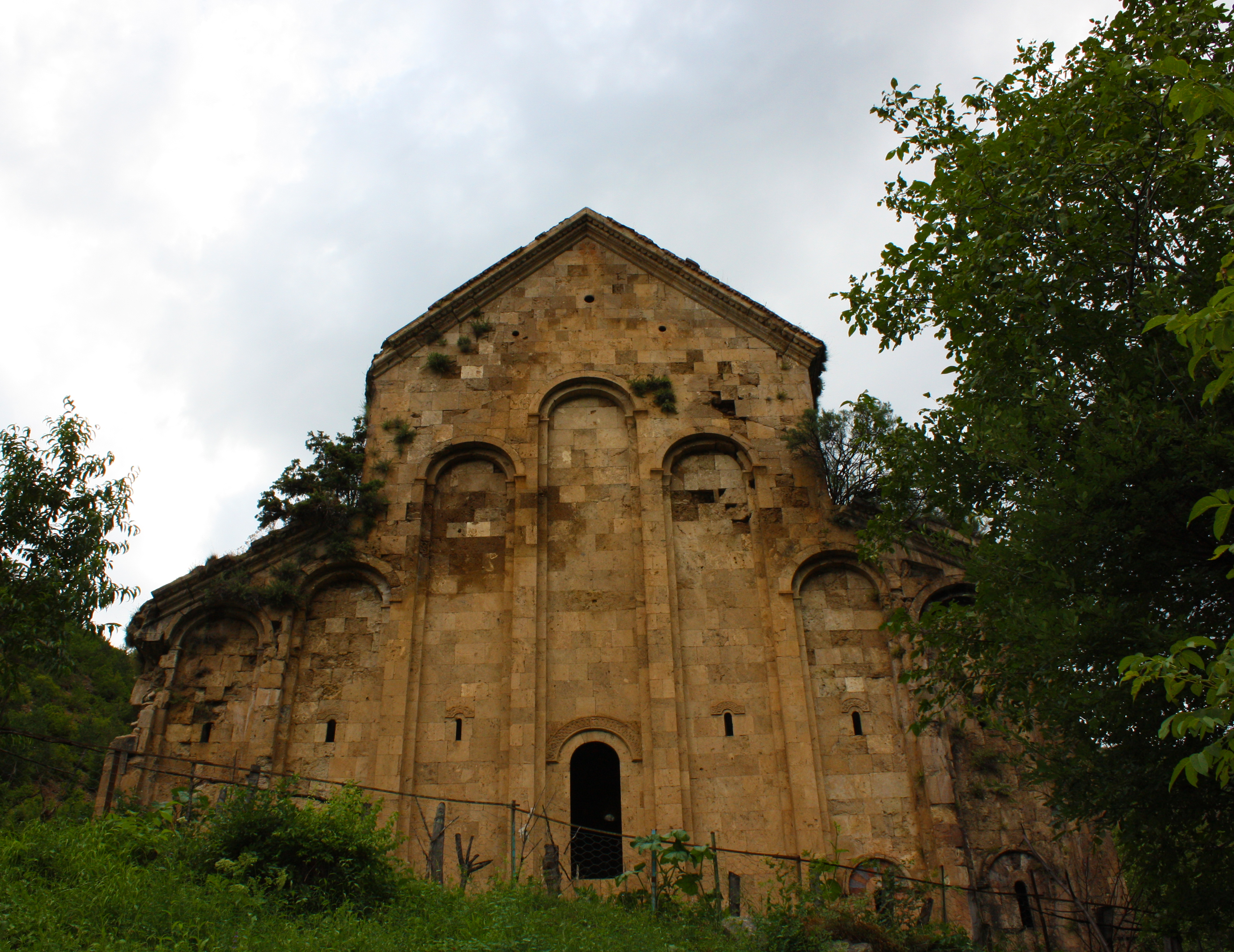
Iglesia de Otkhta
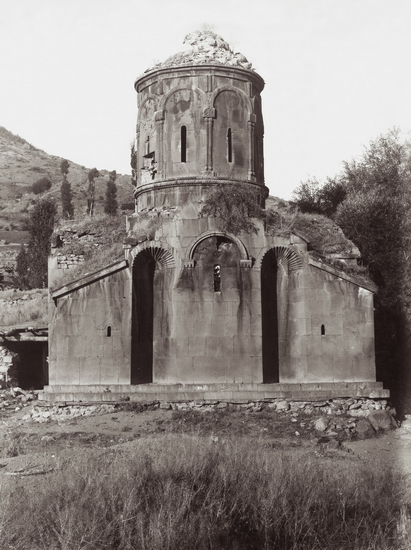
Ekeki

## Soberanos

### Reyes de los kartvelianos
- 888-923: Adarnase;
- 923-937: David;
- 937-958: Sumbat;
- 958-994: Bagrat;
- 994-1008: Gurguen.

### Curopalates
- 891-923: Adarnase IV;
- 923-954: Ashot II;
- 954-958: Soumbat I;
- 958-963: Adarnase V;
- 963-990: interregno;
- 990-1000: David III;
- 1000-1008: Bagrat III.